# Paravelleda orientalis
Paravelleda orientalis là một loài bọ cánh cứng trong họ Cerambycidae.